# Феофан (Галинський)
Архієпископ Феофа́н (Олег Іванович Галинський; 8 липня 1954, Біла Церква, Київська область — 11 вересня 2017, Берлін, Німеччина) — єпископ Російської православної церкви, архієпископ Берлінський і Німецький (1991—2017), член Міжсоборної присутності Російської Православної Церкви.

## Біографія
Народився 8 липня 1954 року у місті Біла Церква Київської області. Після закінчення середньої школи навчався у Дніпропетровському хіміко-технологічному інституті.
У 1972 році вступив до Ленінградської духовної семінарії, після закінчення навчання згодом вступив до Ленінградської духовної академії.
4 січня 1976 року прийняв чернечий постриг і 7 січня митрополитом Ленінградським і Новгородським Никодимом був висвячений в ієродиякона, а 17 квітня 1977 року архієпископом Виборзьким Кирилом (Гундяєвим) — в ієромонаха.
Після закінчення Академії в 1977 році, здобувши ступінь кандидата богослов'я, призначений викладачем та помічником інспектора Ленінградської духовної семінарії.
У 1977—1979 роках пройшов трирічне стажування в Інституті східних церков у Регенсбурзі, ФРН. Потім продовжив викладацьку роботу в ленінградських духовних школах.
У 1980 році обраний секретарем ради Ленінградської духовної академії (ЛДАіС) та завідувачем кафедри літургіки. У січні 1985 року призначений виконувачем обов'язків інспектора ЛДАіС. 14 лютого 1985 року зведений в сан архімандрита. У квітні того ж року йому надано звання доцента. У серпні 1985 року призначений інспектором ЛДАіС.
Неодноразово виїжджав у закордонні відрядження у складі делегацій Російської православної церкви.
7 лютого 1986 р. рішенням Священного синоду архімандрит Феофан призначений заступником голови відділу зовнішніх церковних зносин Московського патріархату.

### Архієрейство
30 грудня 1986 рішенням Священного Синоду обраний єпископом Каширським, вікарієм Московської єпархії.
10 січня 1987 року в Свято-Духовому кафедральному соборі в Мінську наречення архімандрита Феофана в єпископа Каширського провели митрополит Мінський і Білоруський Філарет (Вахромєєв), архієпископ Зарайський Іов (Тивонюк), архієпископ Воронезький і Липецький Мефодій (Нємцов). Хіротонія відбулася 11 січня 1987 року.
19 липня 1988 року призначений настоятелем подвір'я Російської православної церкви в Карлових Варах.
З 31 січня 1991 року став тимчасовим керуючим Берлінською та Лейпцизькою єпархією.
25 березня 1991 року рішенням Священного Синоду звільнений від настоятельства в Карлових Варах і призначений правлячим єпископом Берлінської єпархії.
З 23 грудня 1992 року, у зв'язку з об'єднанням трьох німецьких єпархій в одну, отримав титул «Берлінський та Німецький».
Після об'єднання країни у 1991 році до ФРН приїхали мільйони мігрантів із країн колишнього СРСР, у зв'язку з чим постало завдання створення нових церковних громад, підготовки духовенства, налагодження парафіяльного життя.
26 лютого 1994 року прийнятий до складу Синодальної богословської комісії.
25 лютого 1996 року був зведений в сан архієпископа.
З 11 жовтня 1996 року став учасником робочої групи Священного Синоду з розробки проекту концепції, що відображає загальноцерковний погляд на питання церковно-державних відносин та проблеми сучасного суспільства в цілому.
З 21 березня 1996 по 29 грудня 1999 керував Угорським благочинням Московського патріархату, яке раніше було під управлінням голови ВЗЦС.
27 липня 2009 року рішенням Священного Синоду був прийнятий до складу Міжсоборної присутності Російської православної церкви.
5 травня 2015 року, після смерті архієпископа Лонгіна (Талипіна), на нього були покладені обов'язки представника Московського патріархату в Німеччині.
11 вересня 2017 року Галинський помер у клініці Геліос у районі Бух у Берліні після тяжкої та тривалої хвороби. Відспівування покійного у Воскресенському соборі міста Берліна 14 вересня очолив митрополит Істринський Арсеній (Єпіфанов). Поховання, згідно з волею померлого, відбулося на російському православному цвинтарі в Тегелі.

## Нагороди
- Орден Дружби (11 серпня 2000 року) — за великий внесок у розвиток духовних та культурних зв'язків зарубіжної громадськості з Росією[8]
- Орден святого благовірного князя Данила Московського ІІ ступеня (11 січня 2012 року)[9]
- Орден святого преподобного Серафима Саровського ІІ ступеня (11 січня 2007 року)[10]
- Орден «Відзнака Предстоятеля Української Православної Церкви» (11 січня 2012 року)[11]

## Публікації
- Вітання від Берлінської єпархії [ювіл. конф. СПбДАіС. 25-26 груд. 1996] // Християнське читання. 1997. — № 14. — С. 25-26.